# Ga Cheolsan
Ga Cheolsan là ga trên Tàu điện ngầm Seoul tuyến 7. Nó là một trong 3 ga tàu điện ngầm ở vùng ngoại ô thành phố Gwangmyeong.

## Bố trí ga
| Phức hợp kỹ thuật số Gasan ↑ |
| \| N/B                       |
| ↓ Gwangmyeongsageori         |

| Hướng Bắc | ← ● Tuyến 7 Hướng đi Jangam     |
| Hướng Nam | → ● Tuyến 7 Hướng đi Seongnam → |

## Vùng lân cận
- Lối thoát 1: Công viên Wangjaesan, chợ Cheolsan[1]
- Lối thoát 2: Đồn cảnh sát Gwangmyeong, trường tiểu học Gwangdeok[1]
- Lối thoát 3: Trường trung học & cao trung Gwangmyeong, tòa thị chính Gwangmyeong, tòa án Gwangmyeong[1]
- Lối thoát 4: Trường tiểu học Gwangseong[1]